# ウィグナー半円分布
ウィグナー半円分布（英: Wigner semicircle distribution）とは、連続確率分布の一つで、ハンガリーのノーベル賞物理学者であるユージン・ウィグナーに因んで命名された。この分布は母数 R > 0 に対して区間 [−R, R] を台に持ち（連続単変量で有界区間に台を持つ）、特にその確率密度関数のグラフは (0, 0) を中心とする半径 R の半円を R に応じて（確率分布となるように）以下のように正規化したもの（したがって実際には半楕円）で与えられる：
確率密度関数
{\displaystyle f(x)={\begin{cases}{\dfrac {2}{\pi R^{2}}}{\sqrt {R^{2}-x^{2}}}&{\text{if }}|x|\leq R\\[1ex]0&{\text{if }}|x|>R\end{cases}}}
この分布はランダム行列の行列の大きさが無限大に近づくにつれ、固有値分布の極限分布として現れる。これをウィグナーの半円則 (Wigner semicircle law) という。
また、期待値、中央値、最頻値がともに0である直感的な理由としては、半楕円の縦軸に平行な方の軸が原点を通ることが在る。